# Бирюч (Коломыцевское сельское поселение)
Бирюч — посёлок в Красногвардейском районе Белгородской области России. В составе Коломыцевского сельского поселения. Ж.д.-станция Бирюч.

## География
Село расположено в восточной части Белгородской области, у истока Валуя (притока Оскола), в 11 км по прямой к югу от районного центра, города Бирюча.

## История

### Происхождение названия
Основание поселка под названием Бирюч связано со строительством Пензо-Харьковско-Лозовской железной дороги, которая была сдана в эксплуатацию 17 декабря 1895 года. Одновременно со сдачей дороги была открыта железнодорожная станция Бирюч, названная по уездному городу Бирючу.

### Исторический очерк
Выше железнодорожной станции Бирюч в юго-восточном направлении на плодородных землях был создан совхоз ТМЭК. Построены хозяйственные дворы, бараки для рабочих.
В 1937 году совхоз расформировали. В июле этого же года на совхозных землях по вербовке расселились 94 семьи из села Весёлого, 40 семей из этого числа поселилось около станции Бирюч. Таким образом, организовались два колхоза — «Новый путь» и «Путь Сталина». Председателем колхоза «Новый путь» избирается П.В.Ковалев, затем А.Д.Ковалев. Для приема, размещения и хранения зерна было организовано общество «Заготзерно». В 1930 году оно имело 4 деревянных склада, так зарождалось Бирюченское хлебоприемное предприятие.
На фронтах Великой Отечественной войны погибло 48 мобилизованных жителей поселка. С первых дней войны железнодорожная станция в посёлке подвергалась массированным бомбардировкам, так как через нее проходили составы с боеприпасами и мобилизованными солдатами на фронт. При отступлении советских войск здание вокзала было взорвано, а «Заготзерно» сожжено.
Постоянные бомбежки вынудили жителей покинуть станцию и уйти на временное проживание в посёлок Мирный. После оккупации колхоз построил дома для погорельцев, так появилась улица в юго-восточной части поселка.
После войны постепенно жизнь стала налаживаться, поселок обустраивался: строились дома, квартиры для рабочих, служащих, учителей. В поселок станции Бирюч перевели Коломыцевское сельпо. Были построены контора, магазин, столовая, склады для хранения товаров. При сельпо организовано подсобное хозяйство.
В 1964 году на средства Бирюченского хлебоприемного предприятия построен сельский клуб.
В 1960-е годы было построено новое здание железнодорожного вокзала, Бирюченское отделение связи.
В 1976 году в поселке открыт фельдшерско-акушерский пункт.

## Население
| 2002 | 2010 |
| ---- | ---- |
| 365  | ↘303 |

## Интересные факты
Первыми поселенцами были в основном выходцы из села Валуй: У.Ф. Курсакова, Т.П. Курсаков, Семенихины, Грачевы, Губановы, Селезневы, Сиверские.